# 枠組条約
枠組条約（わくぐみじょうやく）は、まず目的と一般的な原則のみを定めた条約（枠組条約）を締結し、その細目は後に別個の議定書や附属書によって定めこれによって各国を法的に拘束しようとする条約のいち方式で、海洋や環境保護の分野の国際条約に特徴的に見られる条約方式である。

## 意義
現代の環境保護問題に対応するためには損害や危険の防止、損害が発生した場合の救済措置を定めるだけではなく、基準設定・監視・情報交換・予防措置までも規制の対象としなければならない。しかし他の条約方式ではそうした内容の条約締結に時間がかかるばかりでなく、条約の適用範囲も当事国に限られるなど、急速に変化する環境問題に適切に対応することが困難であった。しかし枠組条約方式では枠組条約で定めた一般的義務の履行を後に締結される議定書などによってより継続的に補完することができるため、科学技術の進展にともない各国の義務をより迅速に変化させて枠組条約の実効性をより向上させることが可能となる。

## 類型
枠組条約と議定書の役割分担に関して2つの類型が見られる。第一は、枠組条約では具体的に何も定めず締約国会議などといった条約が定める常設機構が議定書を採択し、その後に実際の効果を踏まえて定期的に再検討する方式である（「オゾン層保護条約」と「モントリオール議定書」など）。第二は、とりあえず枠組条約自体で排出量などに関する規制措置の基準目標を定め、締約国会議がその細目について議定書を作成して各国が提供する情報を定期的に検討するという方式である（「気候変動枠組条約」と「京都議定書」など）。

## 限界
枠組条約による国際協力には今なお限界がある。例えば「モントリオール議定書」など、議定書の適用を普及させるため、規制措置を無差別・平等に各国に適用することを諦めて例外的な基準を認めたものがあることである。同議定書では、発展途上国の場合には最大10年間規制措置の実施を遅らせることを認めている。あるいは「気候変動枠組条約」は議定書の改正に同意することができない国は改正の発効から3年後に条約から脱退することができるとしている。また従来とは異なり発展途上国の積極的な参加のために新しい援助制度が必要となった。「モントリオール議定書」では先進国は途上国を技術的・財政的に援助することとされ、こうした援助が適切ではなかった場合には途上国は規制措置を実施できない旨を宣言できることとされた。 